# Amblypharyngodon melettinus
Amblypharyngodon melettinus är en fiskart som först beskrevs av Valenciennes, 1844.  Amblypharyngodon melettinus ingår i släktet Amblypharyngodon och familjen karpfiskar. IUCN kategoriserar arten globalt som livskraftig. Inga underarter finns listade i Catalogue of Life.

## Bildgalleri

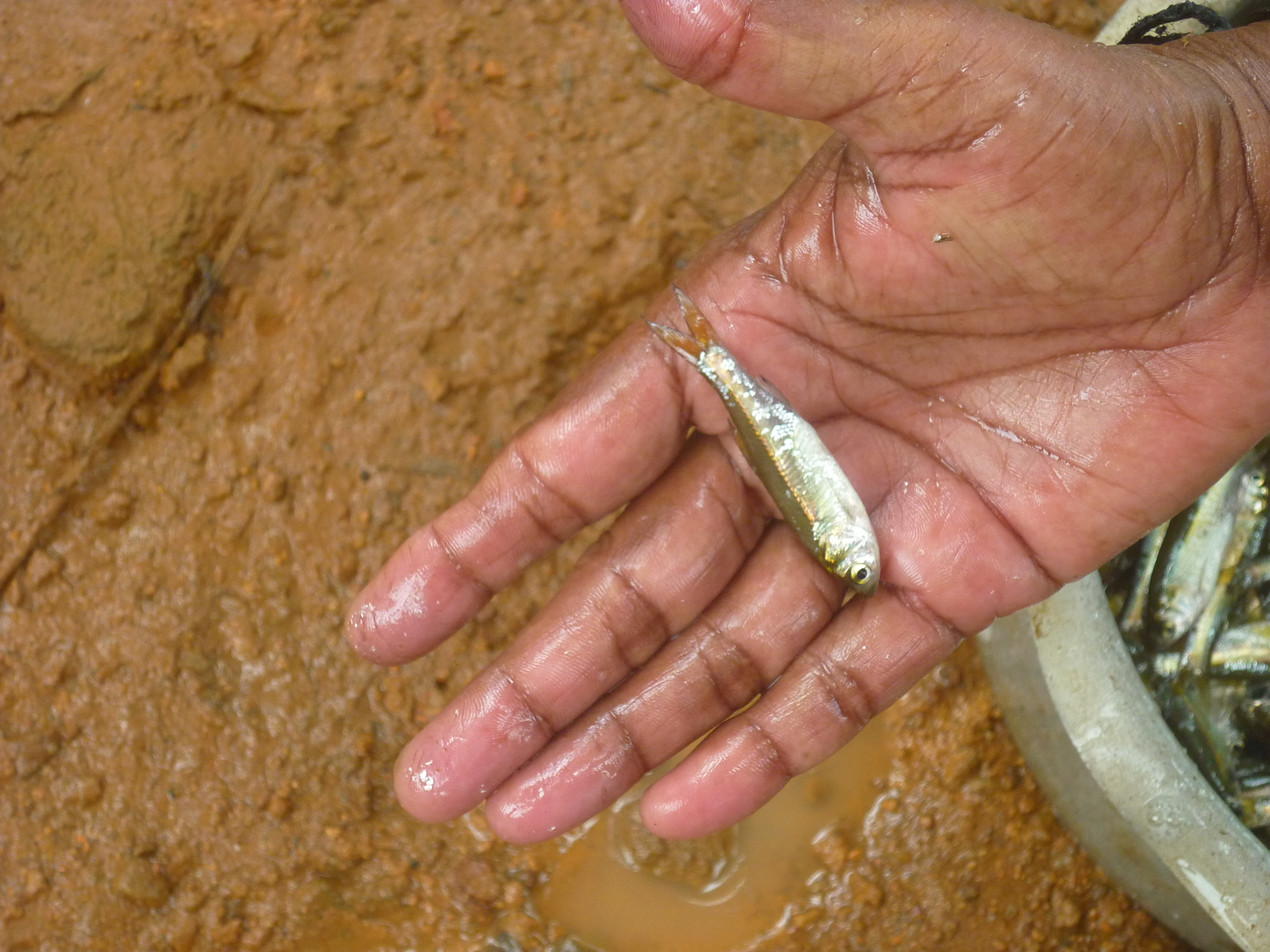